# Campeonato Mundial de Atletismo Júnior de 2012 - Salto em altura masculino
A prova do salto em altura masculino do Campeonato Mundial de Atletismo Júnior de 2012 ocorreu entre os dias 11 e 13 de julho em Barcelona, na Espanha. 

## Recordes
Antes desta competição, os recordes mundiais e do campeonato nesta prova eram os seguintes:
|     | Nome                       | Nacionalidade            | Altura | Local        | Data                                        |
| --- | -------------------------- | ------------------------ | ------ | ------------ | ------------------------------------------- |
| WJR | Dragutin Topić Steve Smith | Iugoslávia · Reino Unido | 2.37 m | Plovdiv Seul | 12 de agosto de 1990 20 de setembro de 1992 |
| CR  | Dragutin Topić Steve Smith | Iugoslávia · Reino Unido | 2.37 m | Plovdiv Seul | 12 de agosto de 1990 20 de setembro de 1992 |

## Medalhistas
| Ouro                 | Prata               | Bronze              |
| Andrei Churyla (BLR) | Falk Wendrich (GER) | Ryan Ingraham (BAH) |

## Cronograma
Todos os horários são locais (UTC+1).
| Data        | Hora  | Evento       |
| ----------- | ----- | ------------ |
| 11 de julho | 18:40 | Qualificação |
| 13 de julho | 18:30 | Final        |

## Resultados

### Qualificação
Qualificação: 2,19 m (Q) ou pelo menos melhor 12 qualificado (q) 
| Posição | Grupo | Atleta                    | Nacionalidade  | 2.00 | 2.05 | 2.10 | 2.14 | 2.17 | 2.19 | Resultados | Notas                |
| ------- | ----- | ------------------------- | -------------- | ---- | ---- | ---- | ---- | ---- | ---- | ---------- | -------------------- |
| 1       | B     | Ryan Ingraham             | Bahamas        | –    | –    | –    | o    | o    |      | 2.17       | q                    |
| 2       | B     | Falk Wendrich             | Alemanha       | o    | o    | o    | o    | o    |      | 2.17       | q                    |
| 3       | B     | Ilya Ivanyuk              | Rússia         | o    | o    | o    | xo   | o    |      | 2.17       | q                    |
| 4       | A     | Andrei Churyla            | Bielorrússia   | –    | o    | o    | o    | xo   |      | 2.17       | q                    |
| 5       | B     | Péter Bakosi              | Hungria        | –    | o    | o    | xo   | xo   |      | 2.17       | q                    |
| 6       | A     | Dmitry Kroytor            | Israel         | –    | –    | o    | o    | xxo  |      | 2.17       | q                    |
| 7       | A     | Yuriy Dergachev           | Cazaquistão    | o    | o    | o    | o    | xxo  |      | 2.17       | q                    |
| 8       | B     | Sahabettin Karabulut      | Turquia        | –    | o    | o    | o    | xxx  |      | 2.14       | q                    |
| 9       | B     | Brandon Starc             | Austrália      | –    | o    | xo   | o    | xxx  |      | 2.14       | q                    |
| 10      | A     | Mariusz Baszczyński       | Polónia        | o    | o    | xo   | o    | xxx  |      | 2.14       | q                    |
| 11      | B     | M. Milan Dissanayake      | Sri Lanka      | –    | –    | xo   | o    | xxx  |      | 2.14       | q,                   |
| 12      | B     | Pavel Kipra               | Bielorrússia   | xo   | xo   | xo   | o    | xxx  |      | 2.14       | q                    |
| 13      | A     | Ziqi He                   | China          | xo   | o    | xo   | xo   | xxx  |      | 2.14       |                      |
| 14      | A     | Muamer Aissa Barsham      | Catar          | o    | o    | o    | xxo  |      |      | 2.14       |                      |
| 15      | B     | Eure Yánez                | Venezuela      | –    | o    | o    | xxo  | xxx  |      | 2.14       |                      |
| 16      | B     | Yun Seung-hyun            | Coreia do Sul  | xo   | o    | o    | xxo  | xxx  |      | 2.14       |                      |
| 17      | B     | Hsiang Chun-Hsien         | Taipé Chinesa  | –    | o    | xo   | xxo  | xxx  |      | 2.14       |                      |
| 18      | A     | Ignacio Vigo              | Espanha        | o    | xo   | o    | xxx  |      |      | 2.10       |                      |
| 19      | A     | Gaël Rotardier            | França         | o    | xo   | o    | xxx  |      |      | 2.10       |                      |
| 20      | A     | Park Sang-won             | Coreia do Sul  | o    | xo   | o    | xxx  |      |      | 2.10       |                      |
| 21      | A     | Dartis Willis             | Estados Unidos | o    | xo   | o    | xxx  |      |      | 2.10       |                      |
| 22      | A     | Harshith Shashidhar       | Índia          | xo   | xo   | o    | xxx  |      |      | 2.10       | Recorde da temporada |
| 23      | B     | Josué da Costa            | Brasil         | xo   | o    | xo   | xxx  |      |      | 2.10       |                      |
| 24      | B     | Mohammadreza Vazifehdoost | Irão           | o    | o    | xxo  | xxx  |      |      | 2.10       | Recorde da temporada |
| 25      | A     | Christoff Bryan           | Jamaica        | –    | xxo  | xxo  | xxx  |      |      | 2.10       |                      |
| 26      | A     | Almir dos Santos          | Brasil         | o    | o    | xxx  |      |      |      | 2.05       |                      |
| 27      | A     | Tomáš Veselý              | Chéquia        | o    | o    | xxx  |      |      |      | 2.05       |                      |
| 28      | B     | Taisuhiko Taira           | Japão          | o    | o    | xxx  |      |      |      | 2.05       |                      |
| 29      | B     | Trey McRae                | Estados Unidos | xo   | o    | xxx  |      |      |      | 2.05       |                      |
| 30      | A     | Alberto Gasparin          | Itália         | o    | xo   | xxx  |      |      |      | 2.05       |                      |
| 31      | B     | Maciej Kiendzierski       | Polónia        | o    | xo   | xxx  |      |      |      | 2.05       |                      |
| 32      | A     | Ladislav Bašo             | Eslováquia     | xxo  | xxx  |      |      |      |      | 2.00       |                      |

### Final
A prova final foi realizada no dia 13 de julho ás 18:30. 
| Posição           | Atleta               | Nacionalidade | 2.03 | 2.08 | 2.13 | 2.17 | 2.21 | 2.24 | 2.26 | Resultados | Notas |
| ----------------- | -------------------- | ------------- | ---- | ---- | ---- | ---- | ---- | ---- | ---- | ---------- | ----- |
| Medalha de ouro   | Andrei Churyla       | Bielorrússia  | –    | o    | o    | o    | xo   | xo   | xxx  | 2.24       |       |
| Medalha de prata  | Falk Wendrich        | Alemanha      | o    | o    | o    | o    | o    | xxo  | xxx  | 2.24       |       |
| Medalha de bronze | Ryan Ingraham        | Bahamas       | –    | –    | xo   | o    | o    | xxo  | xxx  | 2.24       |       |
| 4                 | Dmitry Kroytor       | Israel        | –    | –    | o    | o    | o    | xxx  |      | 2.21       |       |
| 4                 | Ilya Ivanyuk         | Rússia        | o    | o    | o    | o    | o    | xxx  |      | 2.21       |       |
| 6                 | Brandon Starc        | Austrália     | –    | o    | o    | o    | xxx  |      |      | 2.17       |       |
| 7                 | M. Milan Dissanayake | Sri Lanka     | o    | o    | o    | xo   | xxx  |      |      | 2.17       |       |
| 8                 | Péter Bakosi         | Hungria       | o    | o    | o    | xxx  |      |      |      | 2.13       |       |
| 9                 | Yuriy Dergachev      | Cazaquistão   | o    | o    | xo   | xxx  |      |      |      | 2.13       |       |
| 10                | Sahabettin Karabulut | Turquia       | o    | o    | xxo  | xxx  |      |      |      | 2.13       |       |
| 11                | Pavel Kipra          | Bielorrússia  | xxx  | o    | xxx  |      |      |      |      | 2.08       |       |
| 12                | Mariusz Baszczyński  | Polónia       | xo   | xxx  |      |      |      |      |      | 2.03       |       |

Legenda
| Recorde mundial       | Recorde mundial (World record)               |                       | Recorde africano                      | Recorde africano (African) |                                           | Q | Classificado por posição (Qualified) |
| Recorde do campeonato | Recorde do campeonato (Championship record)  | Recorde da América    | Recorde da América (Americas)         | q                          | Classificado por melhor tempo (Qualified) |   |                                      |
| Melhor marca do ano   | Melhor marca do ano (World leading)          | Recorde asiático      | Recorde asiático (Asian)              | DNS                        | Não largou (Did not start)                |   |                                      |
| Recorde nacional      | Recorde nacional (National record)           | Recorde europeu       | Recorde europeu (European)            | DNF                        | Não terminou (Did not finish)             |   |                                      |
| Recorde pessoal       | Recorde pessoal do atleta (Personal best)    | Recorde da Oceania    | Recorde da Oceania (Oceania)          | DSQ / DQ                   | Desclassificado (Disqualified)            |   |                                      |
| Recorde da temporada  | Recorde da temporada do atleta (Season best) | Recorde sul-americano | Recorde sul-americano (South America) | NM                         | Sem marca (No mark)                       |   |                                      |